# 1733
Évszázadok: 17. század – 18. század – 19. század
Évtizedek: 1680-as évek – 1690-es évek – 1700-as évek – 1710-es évek – 1720-as évek – 1730-as évek – 1740-es évek – 1750-es évek – 1760-as évek – 1770-es évek – 1780-as évek
Évek: 1728 – 1729 – 1730 – 1731 –  1732 – 1733 – 1734 – 1735 – 1736 – 1737 – 1738

## Események
- június 15. – Franciaország és Dánia szerződést köt, amelynek alapján a Dán Nyugat-Indiai Társaság(wd) megvásárolhatja Saint Croix-t(wd).[1] Lásd: Dán gyarmatosítás Amerikában.
- szeptember 12. – Lengyelországban királlyá választják Stanisław Leszczyńskit; a választás kirobbantja a lengyel örökösödési háborút.[2]
- november 14. – A velencei Teatro Sant'Angelóban bemutatják Antonio Vivaldi Montezuma című operáját.[3]

## Születések
- május 12. – Sajnovics János, a finnugor nyelvrokonság korai kutatója († 1785)
- szeptember 5. – Christoph Martin Wieland, a német felvilágosodás és rokokó nagy költőszemélyisége, fordító, a német klasszicizmus elindítója († 1813)
- december 23. – Jean Baptiste Antoine Auget de Montyon francia filantróp, közgazdász, író († 1820)

Bizonytalan dátum
- Istvánffy Benedek, zeneszerző, karnagy († 1788)

## Halálozások
- február 1. – II. (Erős) Ágost, lengyel király, Litvánia nagyfejedelme, I. Frigyes Ágost néven szász választófejedelem (* 1670)
- március 12. – Rajcsányi János, vallástudós (* 1669 vagy 1670)
- szeptember 11. – François Couperin, francia zeneszerző (* 1668)